# عرض غارفيلد (مسلسل 2009)
عرض غارفيلد (بالإنجليزية::The Garfield Show) مسلسل رسوم متحركة فرنسي من إنتاج دارغود ميديا بدأ عرضه في 2 نوفمبر 2009 على فرانس 3 في فرنسا وعلى كرتون نتورك وبوميرانغ وسبيس تون في مكة المكرمة و في الولايات المتحدة الأمريكية وعلى قناة الجزيرة للأطفال وقناة تلفزيون ج في الشرق الأوسط وشمال أفريقيا ويتحدث المسلسل عن القط المشهور غارفيلد .
قاسم ملحو بدور غارفيلد
نضال حمادي بدور أودي
مأمون الفرخ بدور جون
هشام كفارنة بدور فيتو بائع البيتزا
رأفت بازو بدور لويجي بائع لازانيا
محمد خير أبو حسون بدور ماما نيني بيتزا بالاس
سامر رضوان بدور بائع رجل الآلي النظافة

## الحلقات
انظر أيضًا: قائمة حلقات عرض غارفيلد (مسلسل 2009)
| الموسم | الموسم | الحلقات | الحلقات | البث الأصلي    | البث الأصلي    | البث الأصلي |
| الموسم | الموسم | الحلقات | الحلقات | البث الأول     | البث الأخير    | الشبكة      |
| ------ | ------ | ------- | ------- | -------------- | -------------- | ----------- |
|        | 1      | 26      | 26      | 2 نوفمبر 2009  | 23 ديسمبر 2009 | كرتون نتورك |
|        | 2      | 26      | 26      | 13 ديسمبر 2010 | 28 يونيو 2011  | كرتون نتورك |
|        | 3      | 26      | 26      | 4 سبتمبر 2012  | 5 أكتوبر 2012  | كرتون نتورك |
|        | 4      | 27      | 27      | 6 أكتوبر 2015  | 2 سبتمبر 2016  | بومرنغ      |
|        | 5      | 4       | 4       | 24 أكتوبر 2016 | 24 أكتوبر 2016 | سبيس تون    |

## روابط خارجية
- غارفيلد على موقع IMDb (الإنجليزية)
- غارفيلد على موقع ميتاكريتيك (الإنجليزية)
- غارفيلد على موقع نتفليكس (الإنجليزية)
- غارفيلد على موقع فيلمافينيتي (الإسبانية)
- غارفيلد على موقع كينوبويسك (الروسية)
- غارفيلد على موقع ألو سيني (الفرنسية)
- غارفيلد على موقع قاعدة بيانات الفيلم (الإنجليزية)